# Яблунів (селище)
Я́блунів — селище Косівського району Івано-Франківської області біля підніжжя Гуцульських Бескидів. Розміщений на лівому березі річки Лючки (басейн Пруту), за 15 км від залізничної станції Коломия. Адміністративний центр Яблунівської селищної громади.

## Історія
Яблунів був заснований наприкінці XVI століття.
1593 року польський король Сигізмунд III Ваза видав галицькому старості Станіславу Влодеку привілей для закладення на землях села Стопчатова містечка. 1602 року містечко отримало магдебурзьке право й отримало назву  Влодків. 1610 року містечко придбав шляхтич — королівський ротмістр Мацей (Матвій) Яблоновський (1569—1619), у 1630-1640-х роках його син Ян перейменував Влодків за своїм прізвищем на Яблунів.
Статус селища міського типу має з 1940 року.

### Іван Франко в Яблунові
Іван Франко відвідав Яблунів 4 березня 1880 року під час своєї поїздки до Нижнього Березова. Туди він прямував разом з Кирилом Геником.

В Яблунові вони вирішили пообідати і зупинилися в шинку Глікштерна. Невдовзі Франко був заарештований жандармами яблунівського постерунку Домініком Капустинським та Альбертом Філем. З донесення Альберта Філя:
|  | Незнайомий не мав при собі паспорта і назвав себе як Кароль Срочинський, показавши на таке ім'я тільки проїзну карту. Тому ми завели його на постерунок, а звідтіля припровадили його до Коломиї |

 Залишається нез'ясованим, де перебував Іван Франко — в арешті Яблунівської чи Коломийської жандармерії. У донесенні коломийського старости Кучковського достеменно не зазначено, яка саме жандармерія привела Івана Франка до староства — Яблунівська чи Коломийська.
Восьмого березня у зв'язку з арештом Франка було ув'язнено деяких місцевих жителів, Кирила Геника з Нижнього Березова та селянина Антіна Мельника з Яблунова, а також Порфирія Гладія, родом із Нижнього Березова, який мешкав у сусідньому селі Люча. Крім того було здійснено обшук у хаті Миколи Колцуняка, вчителя у селі Шешори. 19 березня у Львові допитали Семена Барановського.

### Яблунівські криниці смерті
Радянськими окупантами в 1940 році Яблунів перетворений на районний центр Яблунівський району з усіма репресивними органами, які приховували результати своєї діяльності. «Яблунівські криниці смерті» — 5 криниць, в яких було віднайдено останки в'язнів з тюрми Яблунівського НКВС. Це були повстанці УПА, а також прості селяни з Яблунева і навколишніх сіл, які були запідозрені у співпраці з УПА. Перш ніж вбити, їх морили голодом, піддавали тортурам, «розтрощували голови кольбами рушниць, забивали цвяхи в очі, в ніздрі, в хребет». Мертві тіла НКВДисти скидали в криниці.
Розкопки були ініційовані в серпні 1990 року представниками коломийського «Меморіалу». Як свідчення жорстоких тортур, було знайдено рештки тазових кісток, зв'язаних колючим дротом, поламані ребра, пробиті черепні кістки, вирвані зуби та відірвані пальці на руках і ногах
За час розкопок було знайдено 74 жертви більшовизму. Серед них було впізнано останки Дмитра Негрича, псевдо «Мороз» (1909–1945) — сотенного УПА, Дмитра Кунинича, псевдо «Калина» (1912—1950) — стрільця сотні Мороза, Михайла Симчича, псевдо «Карпо» (1908–1950), Михайла Урбановича, псевдо «Сивий» (1894–1949). В травні 1948 року сюди привезено полеглих у нерівному бою сотенного Білого (Юрій Долішняк, 1916–1948) та його побратимів.
12 серпня 1990 року відбулося урочисте перепоховання жертв комуністичного терору в Яблуневі.

## Сучасність
У Яблунові було засновано філіал косівського об'єднання художніх виробів «Гуцульщина», є лісництво, споруджено будинок побуту. Загальноосвітня та музична школи, Яблунівська спеціальна загальноосвітня школа-інтернат; лікарня, поліклініка; будинок культури, 2 бібліотеки. Фабрика килимів.

## Населення
Населення становить 2032 мешканці (2011), у 1984 році — 1,7 тис..

### Мова
Розподіл населення за рідною мовою за даними перепису 2001 року:
| Мова            | Кількість | Відсоток |
| --------------- | --------- | -------- |
| українська      | 1770      | 99.05%   |
| російська       | 16        | 0.90%    |
| інші/не вказали | 1         | 0.05%    |
| Усього          | 1787      | 100%     |

## Територіальна громада
На засіданні сесії Яблунівської селищної ради було оголошено про ініціювання процесу створення територіальної громади, до якої окрім с-ща Яблунів повинні входити села Люча та Стопчатів.25 квітня 2017 рішенням Верховної Ради створено Яблунівську ОТГ, до якої тепер входять села Стопчатів, Люча, Акрешори, Текуча, Уторопи, Середній Березів, Баня-Березів, Вижній Березів, Нижній Березів та селище Яблунів.
Згідно з постановою ЦВК № 164 від 18 серпня перші вибори голів та депутатів в Яблунівській ОТГ пройдуть 29 жовтня 2017 року. 9 вересня 2017 року оголошено початком виборчого процесу.

## Освіта

### Дитяча музична школа
Музична школа відкрита 1972 року в приміщеннях колишнього будинку районного фінансового відділу та колишнього Будинку піонерів. Тоді працювало п'ять викладачів та навчалося 60 учнів.
З 1991 року музична школа займає приміщення будівлі, яку раніше займав дитячий садок.
Відділи
- фортепіанний
- народний
- струнний

Набір учнів здійснюється на конкурсній основі. У школі навчаються учні з 12 сусідніх сіл.
Список директорів
| № | Ім'я                       | Роки на посаді |
| - | -------------------------- | -------------- |
| 1 | Самборський Роман Петрович | 1972–1984      |
| 2 | Геник Михайло Михайлович   | 1984–2008      |
| 3 | Стефанко Петро Ілліч       | 2008 —         |

 Цікаві факти 
- Школа займає будинок, збудований 1912 року.[13] Він є одним з небагатьох будинків в центрі Яблунева, які пережили дві Світові війни.

## Культура

### Музеї

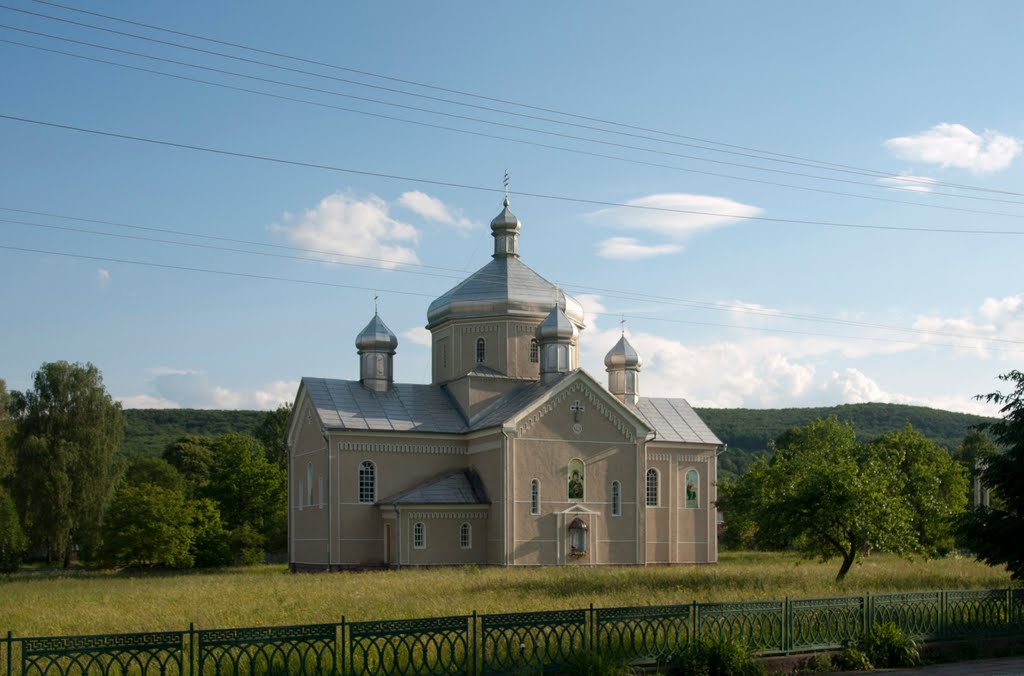
Українська греко-католицька церква в Яблуневі

Музей «Лісова скульптура»

## Релігія
В Яблуневі є греко-католицька церква «Співстраждання і Різдва Богородиці», будівництво якої тривало протягом 1991-1997 років.. Вона належить до Березівського деканату Коломийсько-Чернівецької єпархії УГКЦ. Священиком церкви є о. Дмитро Погорілий.

## Єврейська громада в Яблуневі
Вперше документально яблунівські євреї згадуються в списках платників податків: в 1717 році євреї Яблунева повинні були платити 266 злотих податку.
В 1785 або 1786 році євреї заснували свою школу.
Протягом 19 століття чисельність євреїв Яблунева зростала і стала максимальною в 1890-х роках. Після цього вона поступово знижувалась через міграцію євреїв до великих міст та інших країн.
| Зміна кількості євреїв у Яблуневі |
| --------------------------------- |

Щоб полегшити тяжке становище євреїв в 1902 році до Яблунова прибули представники благодійних організацій барона Моріса де Гірша та Хільфсферайн, щоб заснувати школу і майстерню з виробництва сіток для волосся і перук.
До Першої світової війни євреї були власниками більше десяти таверн, з яких після війни залишилось тільки дві.
В 1936 році євреї мали у своєму володінні 68 із 70 магазинів (2 інші належали українським кооперативам).
Більшість євреїв-ремісників (разом майже 60) в міжвоєнний період займались домашнім виготовленням килимів. Ремісник отримував 1 злотий за робочий день. Всі кравці в Яблунові були євреями. Пошитий костюм коштував 10-12 злотих. Шевці (а таких було 12) вважалися найбіднішими. Тільки в одного була швейна машинка.
До 1937 року було 4-5 м'ясників, які продавали кошерне м'ясо євреям.
На початку 1942 року євреїв нараховувалось близько 1700.
З приходом німців почались переслідування євреїв. 8 квітня 1942 року в Яблунові і навколишніх селах на них влаштували облаву. За короткий час було вбито близько 150 осіб, ще 700, які залишились в живих, відправили до Коломиї, в гетто. Декотрі змогли сховатися в лісі або в хатах місцевих українців або поляків.
9 квітня німці ліквідували синагогу в Яблунові.
10 квітня був оприлюднений наказ, згідно з яким решта євреїв, які ще залишались у селах і містах повинні були до 24 травня 1942 року з'явитись до коломийського гетто.
Останніх євреїв забрали з Яблунова 7 вересня 1942 року, а 5 листопада того ж року німці спалили коломийське гетто разом з людьми.

### Єврейський цвинтар

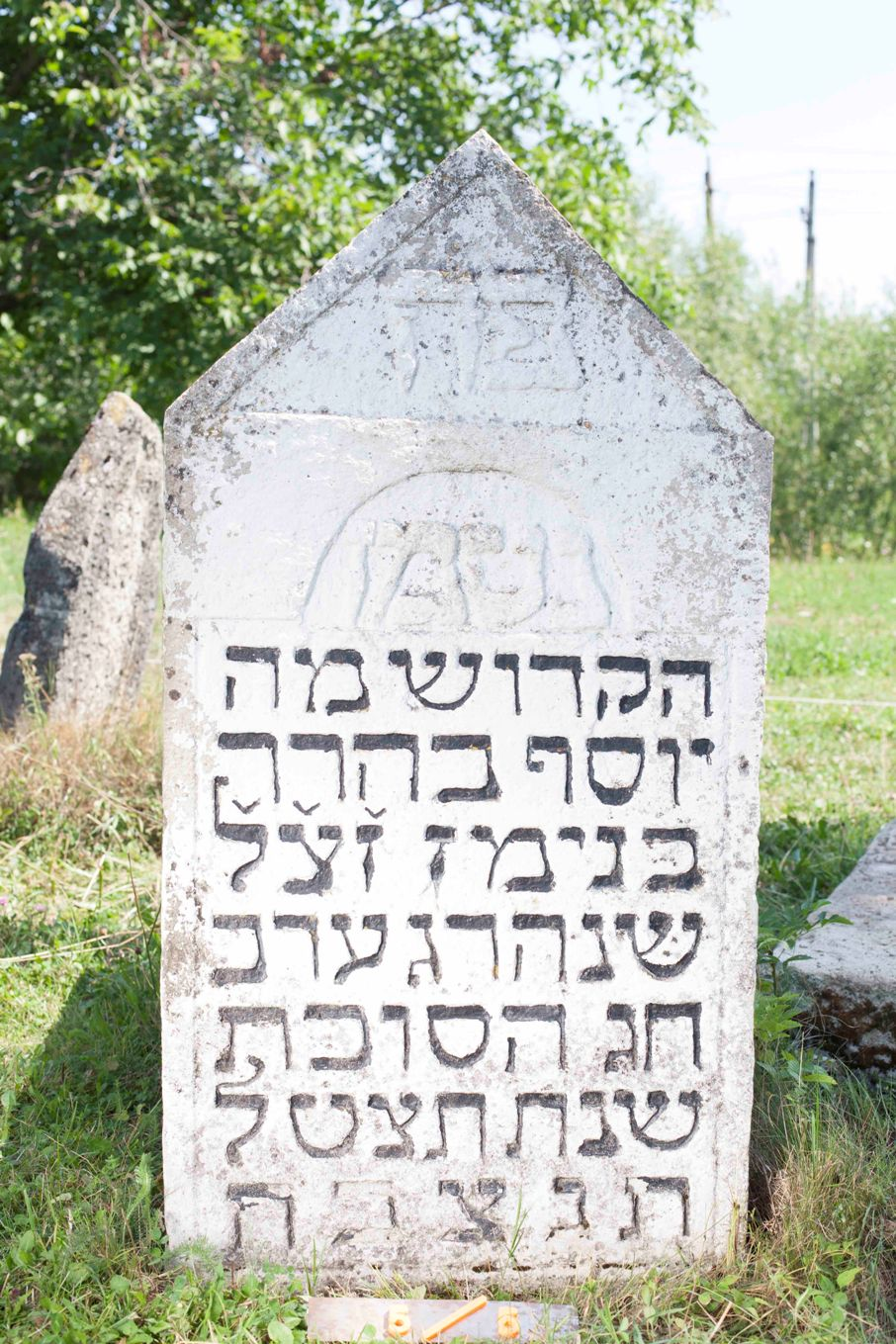
Надгробний пам'ятник на єврейському кладовищі у Яблунові, 2012 р

Доказом багатолітнього існування на території Яблунова єврейської громади є єврейський цвинтар, який зберігся до наших днів. На території цвинтару є понад 300 надгробних каменів, найдавніші з яких датуються 17-им і 18-им століттями. Група ентузіастів з організації «Jewish Galicia & Bukovina» в 2012 році здійснила ідентифікацію та опис усіх могильних плит.

## Відомі люди

### Народилися
- Довбуш Олекса (1700–1745) — український опришок, найвідоміший опришківський ватажок у Карпатах.
- Атаманюк Василь Іванович (1897–1937) — письменник, літературознавець, журналіст, видавець.
- Долішняк Юрій Миколайович (1916–1948) — член ОУН, сотенний сотні УПА «Сурма», заступник референта СБ Коломийського надрайонного проводу ОУН.
- Затварська Оксана Іларіонівна (1921–2014) — заслужена артистка України.
- Кисілевський Нестор Львович (1909—2000) — скульптор
- Микола Матіїв-Мельник (1890–1947) — український письменник і журналіст[19].
- Мельник Зіновій-Лев (нар. 7 жовтня 1928) — учений-економіст, фінансист, громадський діяч, меценат, професор[20].
- Мельник Юрій Ількович (1889–1919) — чотар УГА, герой визвольних змагань 1918 — 20-х років[13].
- Максиміліан Сила-Новицький (1826–1890) — галицький науковець-натураліст, ентомолог, іхтіолог, охоронець природи, професор Краківського університету.
- Збіґнєв Блажинський (1914–1996) — польський журналіст у вигнанні, директор політичної студії радіо BBC.
- Мати французького актора, художника і міма Марселя Марсо — Ґанся (Ханся) Верберг[21].
- Станіслав Ян Яблоновський (1634–1702) — польський державний і військовий діяч.
- Іван Миколайович Солоненко (1947) — відомий український лікар-кардіолог.

## Галерея

Погруддя Івана Франка перед будинком культури
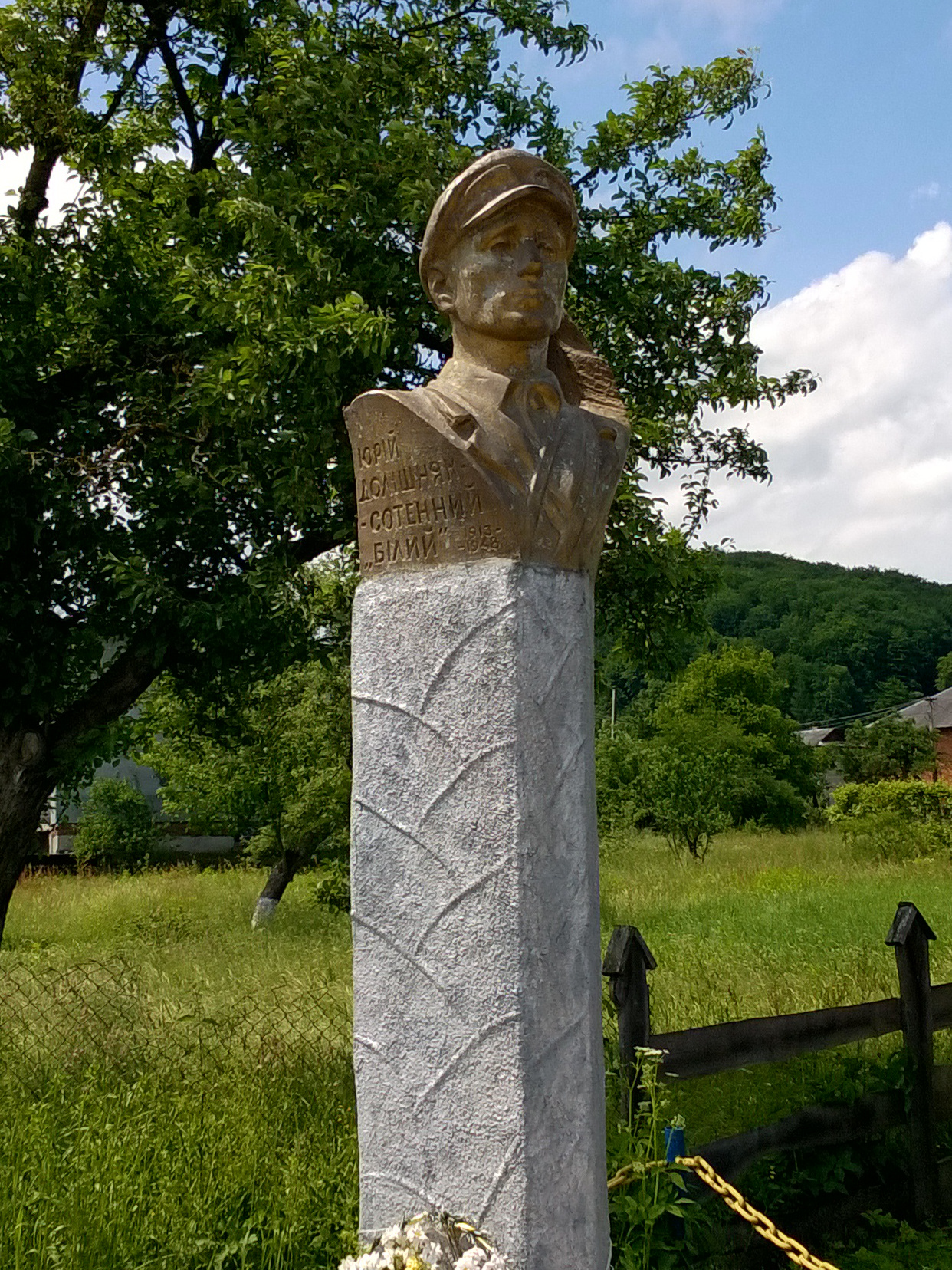
Пам'ятник сотенному «Білому»
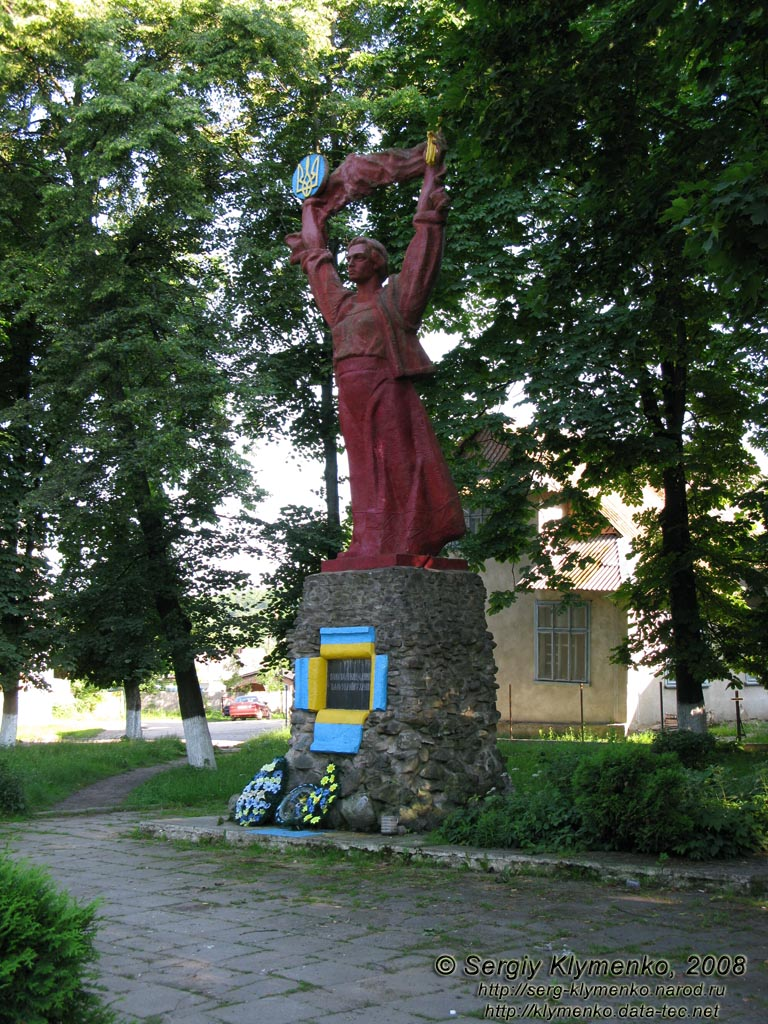
Монумент на честь незалежності України
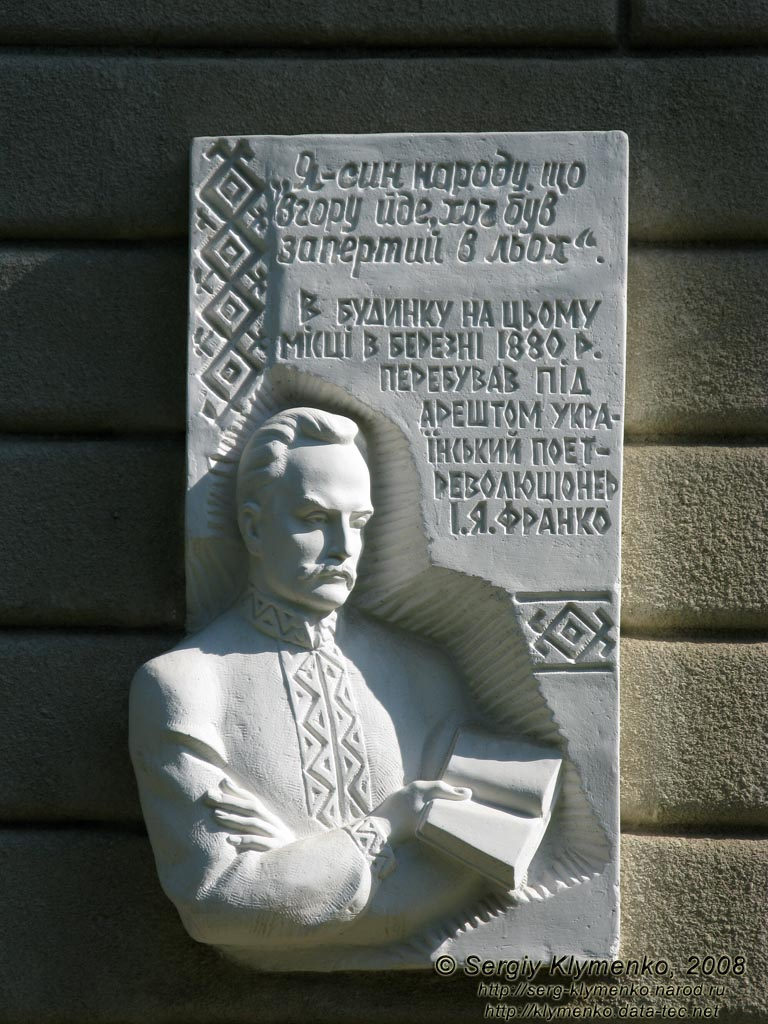
Пам’ятна дошка Іванові Франку на фасаді колишнього повітового суду
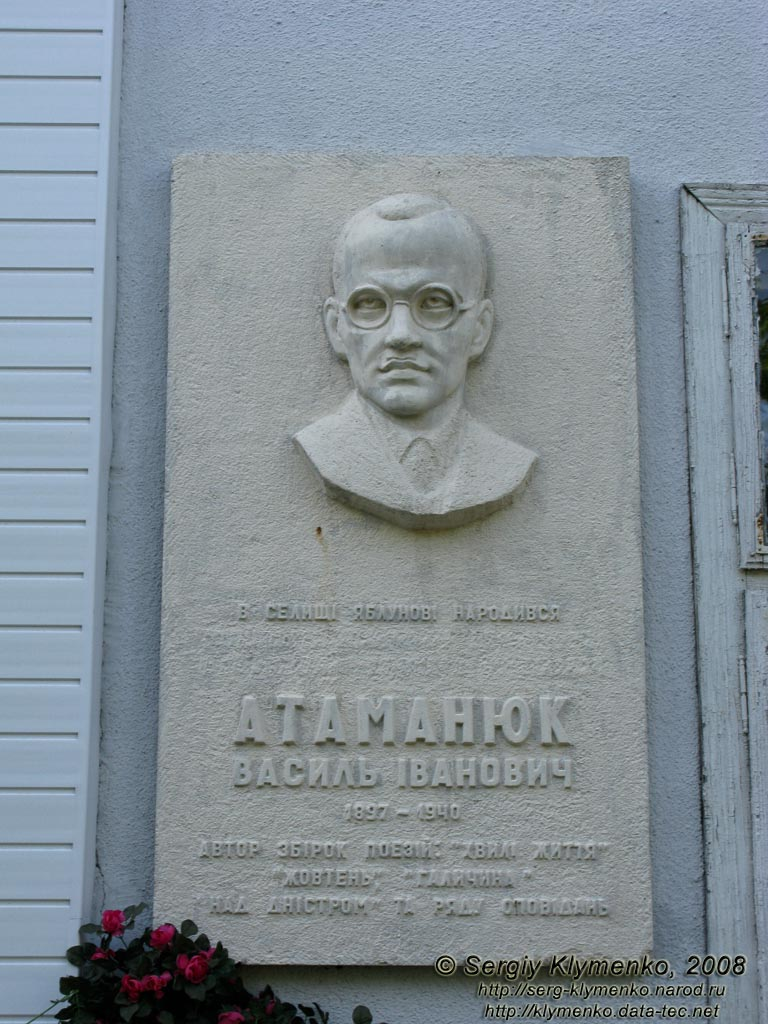
Пам’ятна дошка Василеві Атаманюку на будівлі середньої школи